# BlazBlue: Chrono Phantasma
 (août 2012).
Si vous disposez d'ouvrages ou d'articles de référence ou si vous connaissez des sites web de qualité traitant du thème abordé ici, merci de compléter l'article en donnant les références utiles à sa vérifiabilité et en les liant à la section « Notes et références ».
BlazBlue: Chrono Phantasma (ブレイブルー　クロノファンタズマ, Bureiburū: Kurono Fantazuma) est un jeu vidéo de combat développé par Arc System Works. Le jeu est sorti au Japon le 21 novembre 2012 sur borne d'arcade (Taito Type-X²), le 24 octobre 2013 sur PlayStation 3, et le 30 octobre 2015 sur Xbox One. Il fait suite à BlazBlue: Continuum Shift.

## Liste des Personnages

### Anciens personnages
- Ragna the Bloodedge

Voix du personnage: Tomokazu Sugita (JP), Patrick Seitz (ANG)
- Jin Kisaragi

Voix du personnage: Tetsuya Kakihara (JP), David Vincent (ANG)
- Noel Vermillion

Voix du personnage: Kanako Kondou (JP), Cristina Vee (ANG)
- Rachel Alucard

Voix du personnage: Kana Ueda (JP), Mela Lee (ANG)
- Taokaka

Voix du personnage: Chiwa Saitō (JP), Philece Sampler (ANG)
- Iron Tager

Voix du personnage: Kenji Nomura (JP), Jamieson Price (ANG)
- Litchi Faye-Ling

Voix du personnage: Chiaki Takahashi (JP), Lauren Landa (ANG)
- Arakune

Voix du personnage: Takashi Hikida (JP), Spike Spencer (ANG)
- Bang Shishigami

Voix du personnage: Tsuyoshi Koyama (JP), Steve Kramer (ANG)
- Carl Clover

Voix du personnage: Miyuki Sawashiro (JP), Michelle Ruff (ANG)
- Hakumen

Voix du personnage: Tetsuya Kakihara (JP), David Vincent (ANG)
- Nu 13

Voix du personnage: Kanako Kondou (JP), Cristina Vee (ANG)
- Lambda 11

Voix du personnage: Kanako Kondou (JP), Cristina Vee (ANG)
- Tsubaki Yayoi

Voix du personnage: Asami Imai (JP), Julie Ann Taylor (ANG)
- Hazama

Voix du personnage: Yūichi Nakamura (JP), Doug Erholtz (ANG)
- Mu 12

Voix du personnage: Kanako Kondou (JP), Cristina Vee (ANG)
- Makoto Nanaya

Voix du personnage: Tomomi Isomura (JP), Cindy Robinson (ANG)
- Valkenhayn R. Hellsing

Voix du personnage: Motomu Kiyokawa (JP), Doug Stone (ANG)
- Platinum the Trinity

Voix du personnage: Aoi Yūki (JP), Laura Bailey (ANG)
- Relius Clover

Voix du personnage: Junichi Suwabe (JP), Travis Willingham (ANG)

### Nouveaux personnages
- Izayoi

Voix du personnage: Asami Imai (JP), Julie Ann Taylor (ANG)
- Amane Nishiki

Voix du personnage: Akira Ishida (JP), Yuri Lowenthal (ANG)
- Bullet

Voix du personnage: Toa Yukinari (JP), Erin Fitzgerald (ANG)
- Azrael

Voix du personnage: Hiroki Yasumoto (JP), D.C. Douglas (ANG)
- Kagura Mutsuki

Voix du personnage: Keiji Fujiwara (JP), Grant George (ANG)
- Yuuki Terumi

Voix du personnage: Yūichi Nakamura (JP), Doug Erholtz (ANG)
- Kokonoe

Voix du personnage: Chie Matsumura (JP), Julie Ann Taylor (ANG)
- Celica A. Mercury

Voix du personnage: Iori Nomizu (JP), Carrie Savage (ANG)

### Personnages Non Jouables
- Jubei

Voix du personnage: Masaki Terasoma (JP), Kirk Thornton (ANG)
- Nine

Voix du personnage: Ayumi Fujimura (JP), Amanda C. Miller (ANG)
- Trinity Glassfille

Voix du personnage: Aoi Yūki (JP), Laura Bailey (ANG)
- Hibiki Kohaku

Voix du personnage: Mitsuhiro Ichiki (JP), Steve Staley (ANG)
- Mai Natsume

Voix du personnage: Saori Hayami (JP)
- Kajun Faycott

Voix du personnage: Saki Fujita (JP)